# العلاقات الكندية الميكرونيسية
العلاقات الكندية الميكرونيسية هي العلاقات الثنائية التي تجمع بين كندا وولايات ميكرونيسيا المتحدة.

## مقارنة بين البلدين
هذه مقارنة عامة ومرجعية للدولتين:
| وجه المقارنة                                              | كندا                     | ولايات ميكرونيسيا المتحدة |
| --------------------------------------------------------- | ------------------------ | ------------------------- |
| المساحة (كم2)                                             | 9.98 مليون               | 702                       |
| عدد السكان (نسمة)                                         | 35.70 مليون              | 105.54 ألف                |
| الكثافة السكانية (ن./كم²)                                 | 3.58                     | 15.03 ألف                 |
| العاصمة                                                   | أوتاوا                   | باليكير                   |
| اللغة الرسمية                                             | لغة إنجليزية، لغة فرنسية | لغة إنجليزية              |
| العملة                                                    | دولار كندي               | دولار أمريكي              |
| الناتج المحلي الإجمالي (بليون دولار)                      | 1.65 تريليون             | 336.43 مليون              |
| الناتج المحلي الإجمالي (تعادل القوة الشرائية) بليون دولار | 1.59 تريليون             | 365.27 مليون              |
| الناتج المحلي الإجمالي الاسمي للفرد دولار أمريكي          | 43.25 ألف                | 3.02 ألف                  |
| الناتج المحلي الإجمالي للفرد دولار أمريكي                 | 45.07 ألف                |                           |
| مؤشر التنمية البشرية                                      | 0.913                    | 0.640                     |
| رمز المكالمات الدولي                                      | +1                       | +691                      |
| رمز الإنترنت                                              | .ca                      | .fm                       |
| المنطقة الزمنية                                           |                          |                           |

## منظمات دولية مشتركة
يشترك البلدان في عضوية مجموعة من المنظمات الدولية، منها:
| علم المنظمة | اسم المنظمة                               | تاريخ انضمام كندا | تاريخ انضمام ولايات ميكرونيسيا المتحدة |
| ----------- | ----------------------------------------- | ----------------- | -------------------------------------- |
|             | الاتحاد الدولي للاتصالات                  | 1 يوليو 1908      | 18 مارس 1993                           |
|             | المركز الدولي لتسوية المنازعات الاستشارية | 1 ديسمبر 2013     | 24 يوليو 1993                          |
|             | مؤسسة التنمية الدولية                     | 24 سبتمبر 1960    | 24 يونيو 1993                          |
|             | منظمة حظر الأسلحة الكيميائية              | ?                 | ?                                      |
|             | يونسكو                                    | 4 نوفمبر 1946     | 19 أكتوبر 1999                         |
|             | الأمم المتحدة                             | 9 نوفمبر 1945     | 17 سبتمبر 1991                         |
|             | وكالة ضمان الاستثمار متعدد الأطراف        | 12 أبريل 1988     | 11 أغسطس 1993                          |
|             | بنك التنمية الآسيوي                       | 1966              | 1990                                   |
|             | البنك الدولي للإنشاء والتعمير             | 27 ديسمبر 1945    | 24 يونيو 1993                          |
|             | مؤسسة التمويل الدولية                     | 20 يوليو 1956     | 24 يونيو 1993                          |

## وصلات خارجية
- موقع وزارة الخارجية الكندية